# Gymnosoma persica
Gymnosoma persica är en tvåvingeart som först beskrevs av Louis-Paul Mesnil 1952.  Gymnosoma persica ingår i släktet Gymnosoma och familjen parasitflugor. Inga underarter finns listade i Catalogue of Life.